# 际会乡
际会乡是中国福建省南平市顺昌县已经撤销的一个乡。
2005年，原际会乡并入建西镇。